# Liste der Monuments historiques in Saint-Paul (Vosges)
Die Liste der Monuments historiques in Saint-Paul führt die Monuments historiques in der französischen Gemeinde Saint-Paul auf.

## Liste der Objekte
| Bezeichnung | Beschreibung          | Standort                                      | Kennzeichnung | Schutzstatus | Datum | Bild |
| ----------- | --------------------- | --------------------------------------------- | ------------- | ------------ | ----- | ---- |
| Glocke      | Bronze, 1781 gegossen | in der Kirche Conversion-de-Saint-Paul (Lage) | PM88000884    | Classé       | 1922  |      |